# Бисертский завод
Бисе́ртский чугуноплави́льный и железоде́лательный заво́д — один из старейших металлургических заводов Урала, основанный в 1760-х годах на реке Бисерть. Существовал до 1918 года.

## История

### XVIII век
Земля, на которой впоследствии был построен завод, была куплена в 1741 году Акинфием Никитичем Демидовым у ясачных татар и марийцев. А. Н. Демидов построил на реке Бисерти мукомольную мельницу с тремя поставами. Его сын, Григорий Акинфиевич основал металлургический завод.
Место для постройки завода у Г. А. Демидова оспаривали барон А. Г. Строганов, Н. Н. Демидов, граф Р. И. Воронцов, обер-прокурор Сената А. И. Глебов. Свой приоритет на постройку Бисертского завода Демидов обосновал недостатком передельных мощностей на принадлежавшем ему Уткинском заводе, расположенном в 50 верстах от Бисерти. Берг-коллегия приняла во внимание аргументы Демидова и указом от 11 июня 1760 года разрешила ему построить на реке Бисерти передельный завод с 2 действующими и 1 запасным молотами.
Завод был построен и запущен в 1761 году на реконструированной плотине мукомольной мельницы, которая в начале XIX века имела длину 544,1 м, ширину в нижней части — 53,3 м, в верхней — от 36,3 до 42,7 м, высоту — 7,1 м. Длина пруда в большей части достигала 6 вёрст. В 1870-х годах длина плотины увеличилась до 597,4 м. Молотовая кричная фабрика имела 4 кричных горна и молоты. Завод официально вступил в строй 5 ноября 1761 года, когда начал работать первый молот. В 1770 году на заводе работали уже 3 молота, к 1779 году — 6.
Предполагалось, что Бисертский завод будет перерабатывать чугун Уткинского завода, но после смерти в 1761 году Г. А. Демидова завод по наследству перешёл младшему из его сыновей Петру Григорьевичу Демидову вместе с Ревдинским доменным заводом. Поэтому Бисертский завод перешёл на передел ревдинского чугуна, образовав с Ревдинским заводом единый хозяйственный комплекс, составивший основу Ревдинского горного округа, существовавшего до революции 1917 года.
Производство железа составляло (по годам в тыс. пудов): 1766 — 26; 1779 — 56,8; 1800 — 65,4; 1801 — 90.
Во время Крестьянского восстания завод оказался в зоне боевых действий и в январе 1774 года без боя был занят отрядами атамана И. Н. Белобородова, двигавшимися от Кунгура на Екатеринбургу. Часть работников ушла с восставшими, в результате чего завод простаивал в течение 1773—75 годов. В конце XVIII века на заводе работали две молотовые фабрики с 12 кричными горнами и 6 молотами, за заводом были закреплены 547 крепостных. Для выполнения вспомогательных работ к Бисертскому и Ревдинскому заводам совместно было приписано ещё 2258 крестьян из четырёх селений, находившихся на расстоянии от 141 до 175 вёрст.

### XIX век
В 1805 году П. Г. Демидов продал Бисертский завод коллежскому асессору А. 3еленцову. В январе 1808 года состояние завода оценивалось как неудовлетворительное, обе кричные фабрики были ветхими. Движущей силой служили 15 водяных колёс. Завод ковал полосовое железо из привозимого с Ревдинского завода чугуна, готовая продукция отправлялась для сплава на Ревдинскую пристань. Леса для обеспечения завода углём были вырублены на расстоянии от 10 до 12 вёрст вокруг.
В первой половине XIX века производительность завода снизилась до 60—70 тыс. пудов. Зеленцов и его наследники не занимались техническим перевооружением доставшихся им заводов, в результате чего в 1819 году они за долги были переданы в казну. В 1829 году Бисертский завод в числе прочих купил А. И. Демидов, который в 1835 году заложил их в Государственный заёмный банк, в собственности которого завод находился до 1843 года. В 1855 году на заводе было запущено пудлинговое производство, что позволило поднять общую производительность завода. В 1858 году на заводе было выплавлено 115 тыс. пудов чугуна. Численность жителей заводского посёлка в этот года составляла 3833 человека. В 1859 году в составе завода работало 7 кричных горнов, 4 пудлинговых печи и 2 сварочные, 12 водяных колёс. Производство железа составило 107 тыс. пудов, в том числе: кричного — 30 тыс. пудов (28 %), пудлингового — 77 тыс. пудов (72 %). В 1860 году — соответственно 15,7 тыс. пудов (14 %) и 96,8 тыс. пудов (86 %).
Отмена крепостного права в 1861 году спровоцировала уход рабочих с завода и падение его производительности. Производство железа с 112 тыс. пудов в 1860 году снизилось до 45 тыс. пудов в 1862 году и вернулось на дореформенный уровень только в 1871 году. В 1870—90-х годах производство железа находилось в пределах 100—140 тыс. пудов в год. Завод имел значительную задолженность, оборудование не обновлялось. В 1880-х годах дополнительно была запущена 1 пудлинговая и 1 сварочная печи, прекращено кричное производство. До 1900 года на заводе не было ни одного парового двигателя, энергетическое хозяйство составляли 5 водяных колёс общей мощностью в 150 лошадиных сил, оба молота были вододействующими. В 1873 году завод был продан купцу Г. М. Пермикину, в 1879 году перешёл в опекунское, а с 1890 года — в конкурсное управление.
В начале 1890-х годов оборудование меодернизировалось: вместо старых пудлинговых печей были запущены печи системы Боэциуса, усовершенствована конструкция прокатных станов. В 1897 году завод был куплен А. Н. Ратьковым-Рожновым, который переориентировал производство на выплавку чугуна. Была построена доменная печь с паровой загрузочной машиной, воздухонагреватель и паровая воздуходувка. Железная руда доставлялась с Киргишанского, Крутихинского и Косогорского рудников, а также из Нижнего Тагила с горы Высокой. Древесный уголь и дрова доставлялись из куреней за 20—30 вёрст.

### XX век
В 1900 году все водяные колёса были заменены 1 водяной турбиной в 150 л. с. и 3 паровые машины в 217 л. с. В 1901 году была запущена доменная печь. В это же время строилась мартеновская фабрика, было организовано электрическое освещение. В пудлинговой фабрике были установлены газопудлинговые и газосварочные печи Сименса. В 1890 году на заводе было занято 480 рабочих (182 заводских и 298 вспомогательных), в 1900 году — 725 (125 заводских и 600 вспомогательных).
В начале XX века цены на чугун и железо резко упали, в результате чего в 1902 году завод был остановлен на год. Доменная печь снова задута в конце 1904 года, сталелитейное и железоделательное производства были запущены в 1911—1912 годах. В 1913 году завод силами 1132 рабочих произвёл 608 тыс. пудов чугуна, 460 тыс. пудов мартеновских слитков, 221 тыс. пудов сортового железа. В 1913 году завод перешёл во владение П. Г. Солодовникова.
В годы Первой мировой войны завод перешёл на обеспечение военных нужд. В 1917 году вблизи завода была открыта железнодорожная линия Казань — Екатеринбург, что упростило доставку грузов. Но из-за мобилизации рабочих в армию и возникших трудностей с заготовкой угля и руды выплавка чугуна в годы войны существенно сократилась. В 1915 году объём производства составил 317 тыс. пудов.
В марте 1917 года в заводском посёлке был избран Совет рабочих депутатов, в августе создан Комитет рабочего контроля за производством. После Октябрьской революции завод 17 марта 1918 года был национализирован, управление осуществлял Деловой совет Ревдинского горного округа, состоявший из рабочих и служащих. В связи с начавшейся Гражданской войной летом 1918 года завод был остановлен.
В августе 1921 года была восстановлена и запущена доменная печь, но в условиях общей разрухи и голода была снова остановлена. Выплавка чугуна возобновилась в 1923 году, но доменная печь смогла проработать только несколько лет. Ввиду плохого состояния оборудования и нерентабельности производства из-за удалённости от рудной и топливной базы завод был сдан в концессию. С 1925 по 1930 год недействующий завод находился в концессии английской компании «Лена-Голдфилдс», которая должна была восстановить завод, но не выполнила своих обязательств. В ноябре 1930 года завод был передан Реммаштресту и перепрофилирован на ремонт металлообрабатывающих станков.